# Monóvar
Monóvar (hiszp. wym. [moˈno.βaɾ]), także jako Monòver (walenc. wym. [moˈnɔ.veɾ]) – gmina w Hiszpanii, w prowincji Alicante, w Walencji, o powierzchni 152,36 km². W 2011 roku gmina liczyła 12 844 mieszkańców.